# Остин, Чак
Чак Остин (англ. Chuck Austen, урождённый Чак Бекум (англ. Chuck Beckum) — американский автор комиксов, а также сценариев для телевидения и анимации, писатель. Наиболее известен работами War Machine, Elektra, JLA, Action Comics, по франшизе X-Men. Создатель телевизионного мультсериала для взрослых Расплющенный космос.

## Ранние годы
При рождении получил имя Чак Бекум. Вырос как military brat (этому определению очень приблизительно соответствует отечественное «сын полка»). После развода родителей рос с матерью, причём жизнь в месте, где они жили, позже описал как «борьбу».

## Карьера
Работать начал в 1980-х, проиллюстрировав комикс Алана Мура о супергероях Miracleman. При этом он использовал имя, полученное при рождении, от которого затем отказался, чтобы не ассоциировать себя со стороной отца. Примерно в то же время Остин создал полу-автобиографическую чёрно-белую книгу порнографических комиксов Strips (Rip Off Press), а также Hardball (Malibu Comics). В середине 1980-х Остин нарисовал первые пять выпусков Hero Sandwich (Slave Labor Graphics). Также он был вовлечён в работу над менее известными проектами Dr. Radium и Lee Flea. Со временем он начал работать в DC Comics, участвуя в создании Phantom Lady и Green Flame, а также серий диснеевской Русалочки.

### 2000-е годы
С 2001 написал несколько выпусков War Machine. Критика встретила их тепло, но продажи подорвала обстановка, сложившаяся после Атак 11 сентября. В 2003 Остин выпустил War Machine 2.0.
С начала 2000-х автор стал регулярно писать и рисовать для Marvel Comics, плодами в том числе его трудов стали U.S. War Machine, Elektra, Uncanny X-Men, Captain America, и The Avengers. Двухлетняя работа над Uncanny X-Men стала самым длительным проектом Остина, однако фанаты франшизы встретили её холодно.
В 2002 совместно с Брюсом Джонсом написал для Marvel книгу The Call of Duty 911 о работе пожарных в альтернативной вселенной Марвел после атак 11 сентября, призванную отдать дань уважения подвигу реальных пожарных Нью-Йорка. Затем Остин написал Call of Duty: The Brotherhood #1-6 и Call of Duty: The Wagon #1-4.

#### X-Men и Avengers
В 2002 году Остин взялся за проект Uncanny X-Men начиная с #410 и продолжал делать выпуски до #442. Мнения о его успехах на этом поприще разошлись.
Затем была франшиза X-Men том 2 в 2004; он работал над выпусками #155-163, а затем покинул проект. Майкл Аронсон (англ. Michael Aronson) из Comics Bulletin, превознося работу Остина над персонажами Professor X и Annie Ghazikhanian, критиковал его за то, что назвал озабоченностью сексом и отношениями и сексистский характер, приданный персонажу Хаску. По мнению Thor K. Jensen из Ugo Entertainment, фанатам не понравился романтический пейринг Ангел/Хаск и некоторыедетали развития сюжета.
В 2004 Остин пишет Avengers, выпуски #77-84.

### Другие работы
В 2004 Остин открыл независимый проект WorldWatch, который сам описал как подобный The Authority, но с более откровенным изображением секса, насилия и реальной политики. На последней странице второго выпуска Worldwatch было размещено объявление о том, что Остин уволен из проекта, а его место займёт Сэм Клеменс (настоящее имя Марка Твена). В своём интервью Остин, который владел проектом сам и никак не мог быть из него уволен, выражал разочарование тем, что читатели не поняли шутку.
В 2006 Остин создал Boys of Summer, написанный изначально на английском языке (OEL). Манга для взрослых была проиллюстрирована Хироки Оцукой. Из некоторых магазинов она была изъята из-за содержавшегося в произведении графического контента Publishers Weekly включила The Boys of Summer в ТОП-10 2006 года.
Остин писал и для телевидения, наиболее известной работой стал созданный в соавторстве Расплющенный космос, анимированный мультсериал для взрослых.
В 2007 Остин выпустил в свет свой первый роман в прозе Like Warm Sun on Nekkid Bottoms. В 2011 под псевдонимом Чарльз Остин (англ. Charles Austen) опубликовал первую книгу трилогии Pride and Nakedness, за которой последовала Something Old, Something New в 2013.

## Рецепция
Во время работы на Marvel/DC Остин придумал выражение «Seven Deadly Trolls» (Семь Смертельных Троллей). По мнению автора, эта маленькая группа ответственна за нападки на него в Интернете, как профессиональные, так и личные. Он утверждает, что получал от фанов угрозы смертью. Многие критики бранили работы Остина, созданные для Marvel и DC. Автор отмечает, что воспринимает такую критику лично. Она также стала причиной вражды Остина с некоторыми владельцами магазинов комиксов, отказывающихся продавать работы его авторства.
В интервью 2006 года Остин саркастически отозвался о своём негативном имидже среди фанатов комиксов, однако затем сказал, что у него просто был «плохой день» и он высказался слишком цинично.

## Техники и влияние
Творчество Остина повлияло на многих профессионалов из мира комиксов и научной фантастики, например Д. М. Стражински.
Свои произведения автор создаёт в цифре. Он использует как мак, так и персональный компьютер. Пользуется программами Ray Dream Studio и 3D Studio Max, затем обрабатывая получившиеся сцены в Photoshop.

## Личная жизнь
Женат, две дочери.